# Hdparm
hdparm은 ATA 하드 디스크 드라이브 하드웨어 파라미터를 설정하고 본 다음 성능을 테스트하기 위한 리눅스용 명령 줄 프로그램이다. 드라이브 캐시, 슬립 모드, 전원 관리, 소음 관리, DMA 설정 등의 파라미터를 설정할 수 있다. GParted와 Parted Magic 모두 hdparm을 포함하고 있다.

## 사용 예시
하드 드라이브의 정보 표시:
```
sudo hdparm -I 
/dev/sda
```

첫 번째 하드 드라이브의 DMA 켜기:
```
sudo hdparm -d1 /dev/sda
```

첫 번째 하드 드라이브의 장치 읽기 성능 속도 테스트:
```
sudo hdparm -t /dev/sda
```